# Атлантичний рубіж
Атлантичний рубіж — американський науково-фантастичний фільм про монстрів 2013 року, знятий «The Asylum»; режисер Джаред Кон.

## Про фільм
Нафтова платформа несподівано зникає з поверхні Атлантичного океану. Як виявляється — всьому виною гігантські чудовиська, які піднялися з самих глибин. Небезпека загрожує всьому людству.
Цього допустити неможливо. Тому на боротьбу з ними відправляють величезних роботів.

## Знімались
| Актор        | Роль |
| ------------ | ---- |
| Грехем Грін  |      |
| Ентоні Тріч  |      |
| Девід Чокачі |      |
| Джаред Кон   |      |